# مسجد عبد الرحيم القناوي
مسجد عبد الرحيم القناوي ، هو أحد المساجد التي أنشئت في عصر الدولة الأيوبية في مصر ، يقع في مدينة قنا.

## وصفه
يتكون المسجد الحالي من صحن مربع مغطى بسقف به (شخشيخة) تعلو قبة صغيرة ضحلة، ويحيط بالصحن أربعة إيوانات عميقة متعامدة، أكبرها إيوان القبلة ويقع في الجهة الشرقية من المسجد ويتقدم كل إيوان عمودان كل منهما مكون من عمودين ملتصقين، ويعلو العمودين ثلاثة عقود تكون واجهة الإيوان. والمدخل الرئيسي للمسجد يقع في الجهة الجنوبية وهو مرتفع إذ يصعد إليه بست درجات وتتقدمه مظلة ذات أعمدة، وفي الركن الجنوبي الشرقي للمدخل توجد مئذنة الجامع وخلف الإيوان الشمالي يوجد الضريح، وهو عبارة عن غرفة كبيرة مربعة تعلوها قبة ترتكز على رقبة تقوم على دلايات قصيرة في أركان المربع. وخلف الإيوان الغربي توجد دورة المياه.

## التاريخ
عبد الرحيم القنائي هو السيد عبد الرحيم بن أحمد بن حجون وينتهي نسبه إلى الإمام الحسين رضي الله عنه ولد  عام 521 هـ / 1127م بمدينة ترغاي بإقليم سبتة بالمغرب وتعلم على يد والده، وحفظ القرآن في الثامنة من عمره، وتوفي أبيه وهو في الثالثة عشر من عمره، وصعد المنبر وخطب بالمسلمين وتعلم الفقه والحديث ببلاد المغرب وهو ابن الرابعة عشر ثم  حل محل والده، وأمضى خمس سنوات معتلياً منبر الجامع، يعلم الناس ويعظهم، بإسلوبه الخاص الذي يبكي الروح والعين، قبل أن تناديه مكة فيشد الرحال إليها.
خلال موسم الحج العاشر، التقى القنائي بالشيخ مجد الدين القشيري القادم من مدينة قوص، عاصمة صعيد مصر، ومنارتها في هذا الوقت، منتصف القرن الثاني عشر الميلادي، فتصادقان، وحاول القشيري أن يقنع عبد الرحيم بأن يستقر في مصر، ووافق عبد الرحيم على الرحيل إلى مصر بصحبة القشيري، الذي كان إماما للمسجد العمري بقوص، وكانت له مكانته المرموقة بين تلاميذه ومريديه، وذلك في عهد الخليفة العاضد لدين الله، آخر خلفاء الدولة الفاطمية.
لم يرغب عبد الرحيم البقاء في قوص، وفضّل الانتقال لمدينة قنا، تنفيذاً لرؤى عديدة أخذت تلح عليه في الذهاب إليها، والإقامة بها، فقوص ليست في حاجة إليه، فبها ما يكفي من العلماء والفقهاء، ليستقر بقنا وقضى عبد الرحيم عامين معتكفا، عينه الأمير الأيوبي العزيز بالله شيخاً لمدينة قنا، فعرف منذ حينها بعبد الرحيم القنائي.
أنشئ المسجد الأمير إسماعيل ابن محمد الهواري الشهير صومع وهو جد الصوامعة حيث قام ببناء مسجد سيدي عبد الرحيم القنائي في عام 1136م، كما قام الأمير همام ابن يوسف الهواري أمير الصعيد بتوسعته وزيادته وأوقف عليه أوقافات زادت في مساحته وفرشه ، وقد تم إعادة بنائه في عهد الملك فاروق عام 1948م الذي أمر بإزالة المبنى القديم الذي بناه ويوجد الضريح داخل المسجد.

## روابط خارجية
- آثار القاهرة الإسلامية نسخة محفوظة 31 مايو 2014 على موقع واي باك مشين.